# Dimitri Davidović
Dimitrije "Dimitri" Davidović (Belgrado, 21 mei 1944) is een Belgische ex-profvoetballer met een Servische achtergrond die als middenvelder speelde en daarna voetbalcoach werd.

## Carrière als speler
- FK Partizan (1963-1967)
- Oakland Clippers (1967-1968)
- NEC (1969-1971)
- K. Lierse SK (1971-1978)
- San Jose Earthquakes (1978)

## Carrière als coach
- Royal Antwerp FC (1980-1983)
- KSC Lokeren (1983-1985)
- KV Kortrijk (1985-1986)
- K. Beerschot VAV (1987-1988)
- K. Lierse SK (1988-1989)
- Royal Antwerp FC (1989-1990)
- KSK Beveren (1995)
- Al-Ittihad Djedda (2006-2007)
- Qatar Sports Club (2007-2008)
- Royal Antwerp FC (2008-2009)
- Al-Ittihad Djedda (2011)